# Diane Solo
Pour les articles homonymes, voir Solo.
Diane Solo, de son vrai nom Godo Marceline, est une chanteuse de Côte d'Ivoire, née en 1960 à Lakota. Elle interprète beaucoup de ses morceaux dans sa langue maternelle, le godié.

## Biographie
Née en 1960 à Lakota, Godo Marceline dit Diane Solo travaille comme aide-soignante. Ce n'est qu'en 1982 qu'elle embrasse le métier d'artiste musical, à la faveur de la sortie de son premier opus N’Zikétio, qui a eu plus qu'un véritable succès d'une part médiatique et d'autre part commercial grâce à la chanson Nayoutou qui fut un tube.

## Histoire
Dès l'enfance elle harcèle ses parents par le chant. Toutefois c'est dans les années 80 qu'elle est proposée à passer à l’émission Première Chance.  Elle y trouve son premier producteur qui sort son album N’Zikétio en 1982. On peut dire que c'est Noyoutou un titre de l'Album N’Zikétio qui l'a propulsée car on parlait beaucoup d’amour dans plusieurs langues. On peut citer le Dida, le Godié et le Bété.
C’est en 1984 que la musique prend tout son sens pour Diane Solo lorsque, résidant à Paris, elle est appelée afin de rentrer au pays pour  l’hymne de la Coupe d’Afrique des Nations Côte d’Ivoire 84.

## Discographie
- 2014 : Best Of Memories
- 2006 : Coup de cœur
- 1999 : Superman
- 1988 : Black Congress
- 1986 : Un Style
- 1984 : Wa Wa you le
- 1982 : Na You Tou